# Scoturius
Scoturius là một chi nhện trong họ Salticidae.

## Các loài
- Scoturius dipterioides Perger & Rubio, 2018
- Scoturius tigris Simon, 1901